# Pterodon (ссавець)
Pterodon («крилоподібний зуб») — вимерлий рід хижих Hyaenodonta.
Тварина жила з еоцену по олігоцен на території Європи. Однак незвичайний набір останків із Пакистану не лише збільшує географічний ареал цього креодонта, а й часовий ареал. Оскільки ці скам'янілості інтерпретуються як серравалійський етап міоцену.